# 蔡邦俊
蔡邦俊（？—？），字师百，号岂凡，别号拙翁，福建泉州府晉江縣人。

## 生平
天啓元年（1621年）辛酉科福建乡试举人，崇祯元年（1628年）戊辰科進士，崇祯四年（1631年）任抚州知府，卒于任。
墓在二都耘边乡新山。